# Canaan (condado de Grafton)
Canaan es un lugar designado por el censo ubicado en el condado de Grafton en el estado estadounidense de Nuevo Hampshire. En el Censo de 2010 tenía una población de 524 habitantes y una densidad poblacional de 295,79 personas por km².

## Geografía
Canaan se encuentra ubicado en las coordenadas 43°39′1″N 72°0′57″O / 43.65028, -72.01583. Según la Oficina del Censo de los Estados Unidos, Canaan tiene una superficie total de 1.77 km², de la cual 1.77 km² corresponden a tierra firme y (0%) 0 km² es agua.

## Demografía
Según el censo de 2010, había 524 personas residiendo en Canaan. La densidad de población era de 295,79 hab./km². De los 524 habitantes, Canaan estaba compuesto por el 94.08% blancos, el 0% eran afroamericanos, el 0.19% eran amerindios, el 3.05% eran asiáticos, el 0% eran isleños del Pacífico, el 0.38% eran de otras razas y el 2.29% pertenecían a dos o más razas. Del total de la población el 1.53% eran hispanos o latinos de cualquier raza.